# Luizo
Luizo war von 1023 bis 1030 Bischof des Bistums Brandenburg.

## Leben
Er wurde von Erzbischof Gero von Magdeburg 1023 geweiht. Er stand einem Bistum vor, das seit dem Slawenaufstand von 983 überwiegend an die Slawen zurückgefallen war. Die Bischöfe lebten faktisch im Exil. Er war 1025 am Hof von König Konrad II. in Paderborn anwesend und nahm 1027 am Reichskonzil in Frankfurt am Main teil. 
Nach den Angriffen Konrads auf Polen im Jahr 1029 versuchte er, in die östlichen Teile des Bistums überzusiedeln. Beim polnischen Angriff von Mieszko II. Lambert auf die sächsischen Grenzgebiete wurde er gefangen genommen. In der Gefangenschaft ist er wahrscheinlich umgekommen.